# Hosszúcsőrű keselyű
A hosszúcsőrű keselyű, más néven hindu keselyű (Gyps indicus) a madarak (Aves) osztályának a vágómadár-alakúak (Accipitriformes) rendjébe, ezen belül a vágómadárfélék (Aegypiinae) családjába tartozó faj.

## Előfordulása
India, Pakisztán és Nepál területén honos.

## Megjelenése

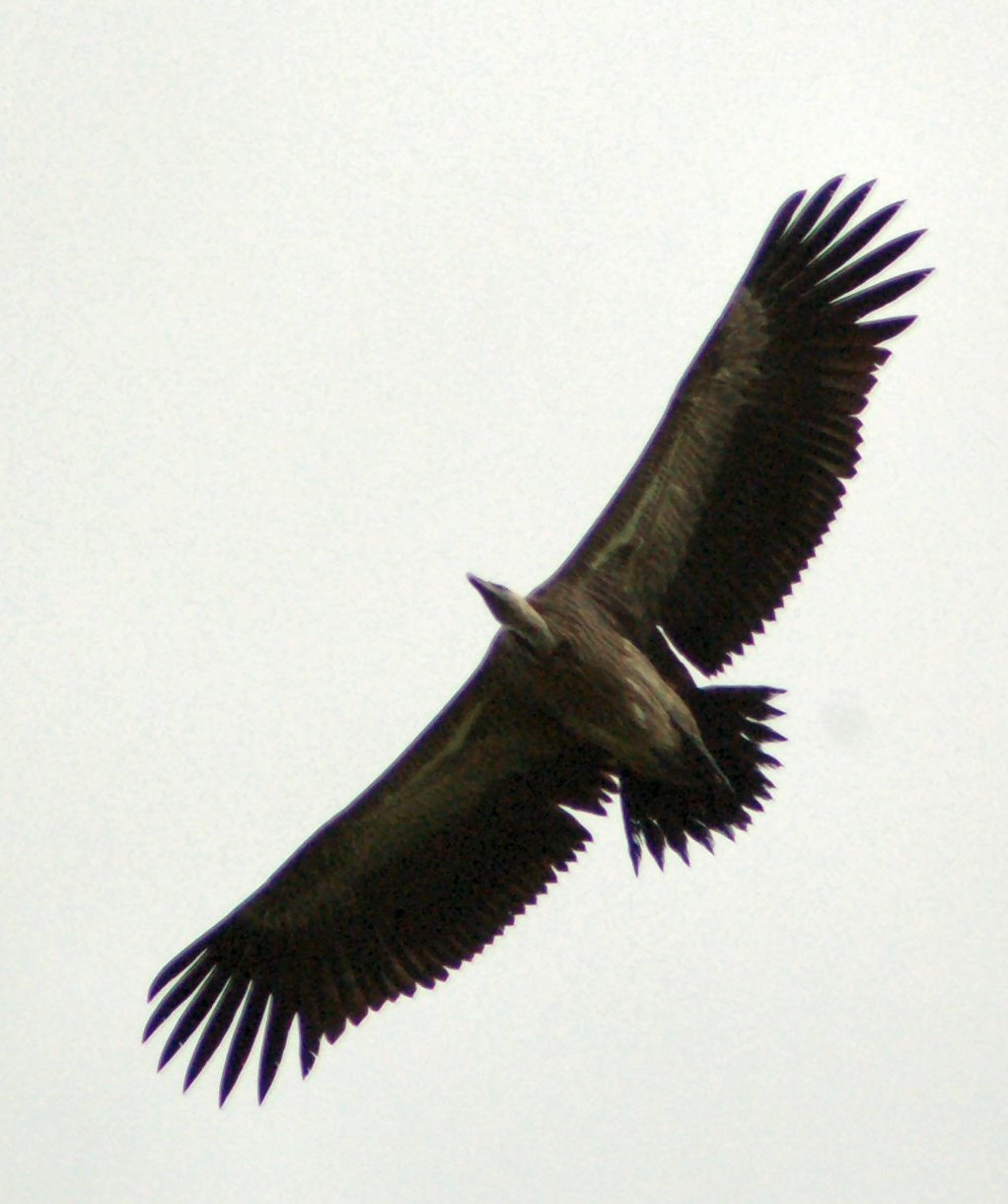
Őrjáraton

Testhossza 90 centiméter.

## Életmódja
Nappal aktív, ekkor keresi a levegőben körözve táplálékát. Röpte jellegzetes, szárnyverdesés nélküli keringés. Éles látásának köszönhetően nagy távolságokból képes rátalálni a táplálékául szolgáló elhullott állattetemekre.

## Szaporodása
Fészekalja 1 tojásból áll.